# 都祖
都 祖（と そ、朝鮮語: 도조、生没年不詳）は、高句麗の政治家。高句麗の第2代王・瑠璃明王の即位に功を立てる。

## 人物
前漢冀州魏郡黎陽（中華人民共和国河南省鶴壁市浚県）出身の都稽を祖先にもつ。都稽は、前漢の武帝の時に伏波将軍として、南越国の丞相である呂嘉の反乱を平定した功により、臨蔡侯に封ぜられた。
都稽の子孫である都祖は、前漢の成帝の時に高句麗に到来して朱蒙の臣下となり、朱蒙の死後、朱蒙の北夫余時代の妻である礼氏が生んだ類利（瑠璃明王）と類利の腹違いの弟である沸流と温祚の王位継承紛争に介入して類利を支持して、類利が高句麗第2代国王に即位することに手柄を立てた。